# وییاماریا
وییاماریا (به اسپانیایی: Villamaría, Caldas) یک سکونتگاه مسکونی در کلمبیا است که در بخش کالداس واقع شده‌است.

## خصوصیات
وییاماریا ۴۶۱ کیلومترمربع مساحت و ۴۳٬۰۸۵ نفر جمعیت دارد و ۱٬۹۲۰ متر بالاتر از سطح دریا واقع شده‌است.